# Almena (Kansas)
Almena es una ciudad ubicada en el condado de Norton en el estado estadounidense de Kansas. En el año 2010 tenía una población de 832 habitantes y una densidad poblacional de 520 personas por km².

## Geografía
Almena se encuentra ubicada en las coordenadas 39°53′30″N 99°42′32″O / 39.89167, -99.70889 (39.891535, -99.708865). Según la Oficina del Censo de los Estados Unidos, la ciudad tiene un área total de 0.61 millas cuadradas (1.58 km²), que está completamente cubierta por tierra.

## Demografía
Según la Oficina del Censo en 2000 los ingresos medios por hogar en la localidad eran de $27,083 y los ingresos medios por familia eran $33,958. Los hombres tenían unos ingresos medios de $22,237 frente a los $15,714  para las mujeres. La renta per cápita para la localidad era de $14,433. Alrededor del 15.3% de la población estaban por debajo del umbral de pobreza.